# Domingo Pérez
Domingo Pérez è un comune spagnolo di 461 abitanti situato nella comunità autonoma di Castiglia-La Mancia.